# Omura congrua
Omura congrua är en insektsart som beskrevs av Walker, F. 1870. Omura congrua ingår som enda art i släktet Omura och familjen Pyrgomorphidae. Inga underarter finns listade i Catalogue of Life.